# Neues Gymnasium (Tel Aviv)
Das Neue Gymnasium (Tel Aviv; hebräisch בֵּית סֵפֶר תִּיכוֹן חָדָשׁ עַל שֵׁם יִצְחָק רַבִּין Bejth Sefer Tīchōn Chadasch ʿal Schem Jizchaq Rabīn, deutsch ‚Neue Mittelschule auf den Namen Jizchaq Rabins‘) ist ein 1937 in Tel Aviv gegründetes Gymnasium, das unter dem Namen Tichon Hadash bekannt wurde und seit 1995 als Unterzeile in seinem Logo den Namen von Jitzchak Rabin trägt. Die bekanntesten Gründer der Schule und zugleich ihre langjährigen Leiter waren die aus Deutschland stammende Pädagogin Toni Halle und der in Deutschland und der Schweiz ausgebildete Mediziner Aaron Berman (1896–1969). Die Schule wurde von Kindern zahlreicher prominenter Mitglieder der Arbeiterpartei (Awoda, vormals Mapai) besucht und gilt als eine Schule, aus der die größten Politiker, Schriftsteller, Schauspieler, Medienleute, Ärzte und Akademiker Israels hervorgingen. Nach Hila Kubo gab es in Israels Wissenschaft, Kultur, Recht und Wirtschaft im Jahr 2007 keinen Bereich, in dem nicht wenigstens ein Absolvent des Neuen Gymnasiums zu finden war.

## Geschichte der Schule

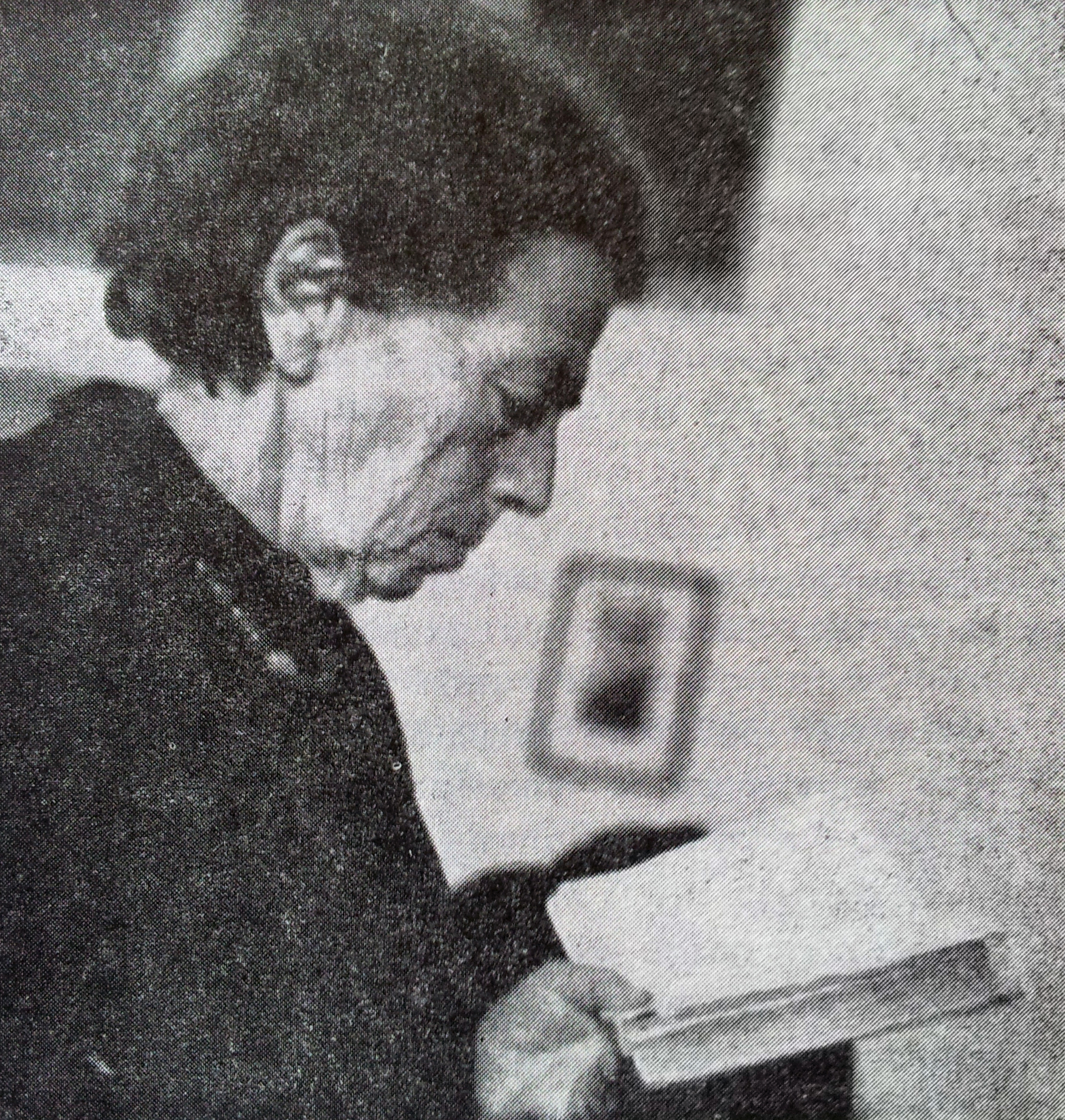
Toni Halle

Deutsch- oder englischsprachige Informationen zur Geschichte der Schule existieren kaum. Die Schule selber hält sich auf ihrer Homepage in Bezug auf ihre Geschichte zurück und thematisiert diese nur im Kontext der Porträts ihrer Schulleiterinnen und Schulleiter. Hinweise auf die Geschichte findet man aber im Umweg über ihre Mitbegründerin Toni Halle, die mit Gershom Scholem befreundet und mit Werner Kraft verwandt war. In den hebräischen Artikeln von Hila Kubo (2007) und Einat Torres (2011) wird die Geschichte der Schule weitgehend über die Persönlichkeit Halles beschrieben.

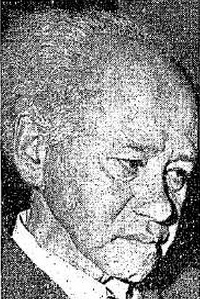
Aaron Berman

Toni Halle kam 1926 nach Palästina, unterrichtete zunächst an einer religiösen Bildungseinrichtung in Jerusalem und später am 1927 in Tel Aviv gegründeten Nordia-Gymnasium. Der in Polen geborene Aaron Berman hatte in Deutschland und Zürich Medizin studiert und war 1919 zum Doktor der Medizin promoviert worden. Er unterrichtete ab 1920 am Hebräischen Gymnasium in Kaunas (Litauen) und war von 1925 bis 1936 dessen Leiter. 1936 emigrierte er nach Palästina. Wo die beiden sich kennengelernt haben und was sie bewog, eine Schule zu gründen, ist nicht bekannt. Im Jahr 1937 gründeten sie mit weiteren Kolleginnen und Kollegen im Norden Tel Avivs in einem Gebäude der Mendeli-Straße/Ecke HaYarkon-Straße (Lage), das Neue Gymnasium. Auf einer früheren Webseite der Schule hieß es diesbezüglich:

„The school was established in 1937 by a group of teachers and educators led by the late Tony Halle and the late Dr. Berman. The school ideology was based on the values of pioneering, and students were encouraged to consider studies an aim in itself as well as a means to self fulfillment, not merely a means to an end-namely-higher education. Since the school was established, it has encouraged personal, direct and informal relationships between teachers and students. This special atmosphere has alwayes been one of the school’s chief hallmarks“

„Die Schule wurde 1937 von einer Gruppe von Lehrern und Erziehern unter der Leitung der verstorbenen Tony Halle und des verstorbenen Dr. Berman gegründet. Die Schulideologie basierte auf den Werten des Pionierwesens, und die Schüler wurden ermutigt, das Studium sowohl als Selbstzweck als auch als Mittel zur Selbstverwirklichung zu betrachten, nicht nur als Mittel zum Zweck der Hochschulbildung. Seit ihrer Gründung fördert die Schule persönliche, direkte und informelle Beziehungen zwischen Lehrern und Schülern. Diese besondere Atmosphäre ist seit jeher eines der Hauptmerkmale der Schule.“

Nach Kubo stand das Wort Neu im Schulnamen für Halles Absicht, eine Schule in einem neuen, anderen Geist zu eröffnen. Nicht Noten oder Leistungen sollten im Vordergrund stehen, sondern die Entwicklung der Persönlichkeit der Schüler. Das Gymnasium war den Werten der Arbeiterbewegung verpflichtet und legte Wert darauf, dass sich die Schüler am öffentlichen Leben beteiligten. Halle sei aufgeklärt und mutig gewesen; sie habe Autoren wie Nathan Alterman und Leah Goldberg in den Lehrplan aufgenommen, Arabisch als Pflichtfach eingeführt und anders als an anderen Schulen den Geistes- und Kulturwissenschaften größere Bedeutung beigemessen. Während Halle von ihren Schülerinnen und Schülern als eine körperlich kleine Frau beschrieben wurde, die aber in ihrer Wirkung überlebensgroß gewesen sei, wird Berman als im jüdischen Erbe beheimateter moralischer Humanist bezeichnet, der Philosophie unterrichtet und vielen seiner Schüler zur ersten Bekanntschaft mit den großen Denkern verholfen habe. Er habe der Lehre des Philosophen Constantin Brunner nahegestanden, über Baruch de Spinoza geforscht und eine Reihe von Büchern veröffentlicht, darunter eine mehrfach aufgelegte Geschichte der Bildung in Israel und bei den Völkern (תולדות החינוך בישראל ובעמים). Schüler aus der Anfangszeit der Schule seien unter anderem die Kinder von Moshe Sharett, Dov Hoz, Mosche Dajan, Mordechai Namir, Shimon Peres und Ezer Weizmann gewesen, und damals sei es durchaus üblich gewesen, in den Ferien in Kibbuzim bei der Ernte zu helfen. Die Schulleitung habe außerdem dazu ermutigt, sich den Hagana-Jugendbataillonen anzuschließen und gegen die gewalttätigen Aktionen von Irgun und Lechi zu protestieren. Ein prominentes Beispiel aus der Zeit des Krieges um Israels Unabhängigkeit ist der Schriftsteller Yoram Kaniuk, der 1947 vorzeitig die Schule verließ, um als Soldat zu kämpfen.

„Aber bin ich wirklich deswegen im November 1947, kurz vor dem UN-Teilungsbeschluss, eingerückt? Abgehauen eines schönen Tages im ersten Trimester der zwölften Klasse am Neuen Gymnasium, wo es doch nicht schöner hätte sein können? Mit der hinreißenden Direktorin Tony Halle, die wie eine prächtige Maus aussah und einmal auf einen Stuhl stieg, die Augen schloss und dabei Tränen vergoss, die mit ihrer schönen, tiefen Stimme wie gebannt zu schildern begann, wie Heinrich IV. im Jahr 1077 vor der Felsenburg in Canossa ankam, in der Papst Gregor VII. sich hinter einem Vorhang versteckte, wie der arme Heinrich in Kälte und Schnee barfuß auf der kahlen Erde ausharrte, wie er ohne Schuhe und Strümpfe, ohne Unterwäsche, Hemd oder Mantel weinend dastand, während sich der Papst, warm angezogen, den brennenden Kamin im Rücken, verbarg und Heinrich IV., den schönen Helden und hohen, geliebten, von ihm wahrhaft geliebten König, beobachtete, der halb erfroren um sein Leben flehte. Und wir alle, die ganze Klasse, weinten, als wir von Heinrichs IV. Schicksal hörten. Ich erinnere mich nur, dass ich eines Tages einfach so von dieser wunderbaren Schule abging, mit einem Ausspruch, den ich selbst nicht glaubte: Mit Quadratwurzelziehen würden wir die Briten nicht aus dem Land kriegen.“

Dass es trotz der prominenten Herkunft vieler Schüler keinen Prominenten-Bonus gab, zeigt das Beispiel von Assi Dajan, dem Sohn von Mosche Dajan und dessen Frau Jael, die selbst Absolventin des Neuen Gymnasiums war. Assi Dajan, der zu Beginn der 1960er Jahre das Gymnasium besuchte, musste die Schule verlassen, weil er zu oft dem Unterricht fernblieb und Toni Halle sein schulisches und außerschulisches Verhalten missbilligte. Halle sei es trotz der Betonung der persönlichen Entfaltungsmöglichkeiten und des sozialen Engagements immer auch darum gegangen, die Professionalität der Schule zu bewahren und die Schüler zum Erfolg in ihrer schulischen Entwicklung zu führen.
In den späten 1950er Jahren bezog das Neue Gymnasium sein heutiges Domizil in der Derech-Mordechai-Namir-Straße. Im darauf folgenden Jahrzehnt begannen Verhandlungen mit der Stadt über den Status der Schule. Das Neue Gymnasium war wohl eine Privatschule und erhob auch Schulgeld, wie sich an den Erinnerungen der späteren Nobelpreisträgerin Ada Yonath zeigt. doch kam 1971 eine Vereinbarung mit der Stadt zur Übernahme der Schule nicht zustande. Nach Einat Torres haben sich die Auseinandersetzungen über die Finanzierung der „halbprivaten“ Schule auch in den 1970er Jahren fortgesetzt. Wie Michael Chen und Chaya Segal zu Beginn der 1980er Jahre schrieben, war das aber nicht unüblich: „Zur Zeit des Jischuw (1918–1948), und in gewissem Maße noch heute, mußten sich die Gymnasien selber finanzieren, vorwiegend aus dem Schulgeld, das die Eltern der Schüler zahlten. […] Diese Situation brachte es mit sich, daß die meisten Gymnasiasten aus den höheren Schichten der israelischen Gesellschaft kamen; nach Beendigung ihrer Schulzeit gliederten sie sich ohne Schwierigkeiten in dieselbe Gesellschaftsschicht ein.“
Eine ehemalige Schülerin berichtete, dass es in den 1960er Jahren am Neuen Gymnasium nicht üblich gewesen sei, eine Schuluniform zu tragen. Lediglich freitags seien die Schüler, die einer überwiegend zionistisch-sozialistischen Jugendorganisation angehört hätten, in der Kluft ihrer Organisation in die Schule gekommen, die anderen in weißen Hemden. Trotz der fehlenden Kleiderordnung sei es üblich gewesen, nur in schlichter Kleidung zur Schule zu kommen – die Mädchen mit einem weißen Hemd mit jemenitischer Stickerei bekleidet, die Jungen in einem Russenkittel. Alles Andere wären Merkmale einer Salongesellschaft gewesen und nichts für die, die sich als Nachfolger der Palmach-Generation gefühlt hätten. Ein weiteres Merkmal, worauf viele ehemalige Schüler stolz waren: Die Lehrer wurden bei ihren Vornamen genannt und die Schüler standen nicht auf, wenn ein Lehrer den Klassenraum betrat. Solches Verhalten war zu jener Zeit an israelischen Schulen ungewöhnlich.
Das Jahr 1964 brachte einen doppelten Einschnitt: Toni Halle erlag einem Herzleiden, und Aaron Berman schied aus der Schulleitung aus. Der nachfolgende Schulleiter war Jehoiakim Papurish, der noch aus der Gründergeneration des Schule stammte. Unter dessen ab 1972 mit zweijähriger Unterbrechung fast zwanzig Jahre amtierenden Nachfolger, Schmuel Schimʿoni, geriet die Schule öfters in die Schlagzeilen der Presse, unter anderem wegen der oben erwähnten Finanzierungsproblematik, und laut Schülern soll während dieser Zeit die Popularität des Neuen Gymnasiums ab- und das des konservativ geprägten Herzlia-Gymnasiums gestiegen sein. Schimʿoni versuchte seinerseits bewusst, den Elitecharakter der Schule abzubauen, in dem er sich für die Aufnahme von Schülern aus Jaffa in die Schule einsetzte. Torres zitiert ihn mit den Worten: „Aufgrund der Werte, auf denen die Schule aufgebaut ist, passt es uns nicht, dass sie nur einer gewissen Elite dienen soll.“ Die Kritik an dieser Maßnahme entzündete sich daran, dass viele dieser Schüler den Besuch des Neuen Gymnasiums vorzeitig abbrachen.
Schimʿonis Nachfolgerin, Tony Gordon, knüpfte wieder stärker an die Tradition des Neuen Gymnasiums an. Gordon, selbst Absolventin dieser Schule, galt als eine der beliebtesten Schulleiterinnen. Die Schule, deren Leitung sie übernahm, war nicht mehr das Gymnasium mit dem politischen Siedlungsgeist. Es waren die 90er Jahre, eine Welle der Modernisierung fegte über Tel Aviv hinweg, und das Neue Gymnasium galt nicht mehr als die erfolgreichste Schule der Stadt. Unter Gordons Leitung steig jedoch die Zahl der Anmeldungen wieder, und sie wurde von der Bildungsverwaltung für ihren Erfolg, eine bedeutende Veränderung in der Schule herbeigeführt zu haben, hoch geschätzt. Sie setzte sich für Demokratie und Toleranz ein und initiierte neue Projekte, darunter Treffen zwischen Schülern des Neuen Gymnasiums und autistischen Kindern, Dienst in einem Kinderkrankenhaus, Aktivitäten mit älteren Menschen und Schüleraufenthalte in dem drusischen Dorf Beit Jann.

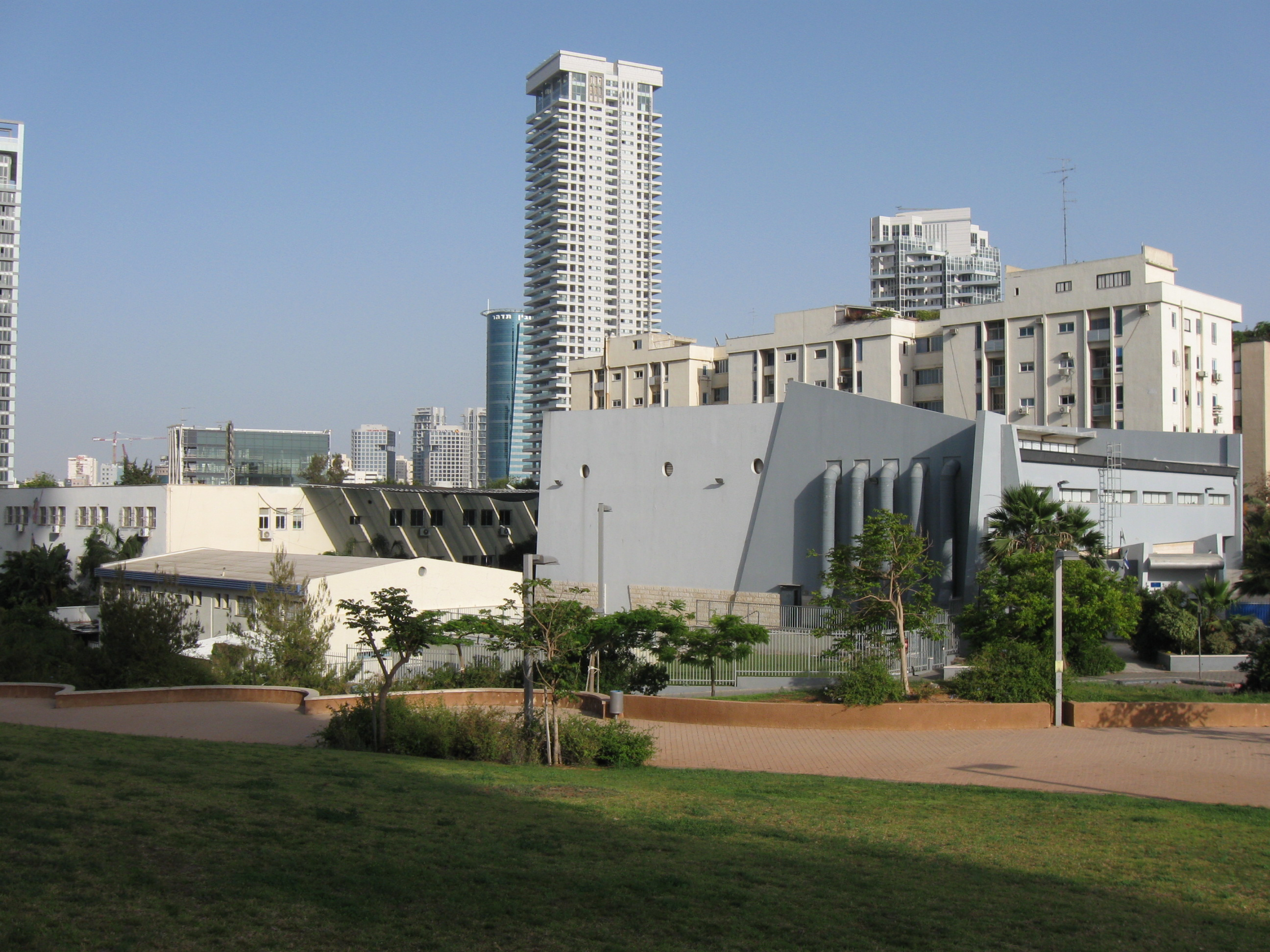
Am linken Bildrand das Hauptgebäude des Neuen Gymnasiums und nach rechts zu die große Sporthalle

Gordons Nachfolgerin, Haya Shoham (2000–2013), die ebenfalls Schülerin des Neuen Gymnasiums gewesen war, führte 2010 das Tragen von Schuluniformen ein. Unter ihrer Leitung entwickelte sich das Neue Gymnasium wieder zu einer der begehrtesten Schulen Tel Avivs, auch wenn in dieser Zeit ihre Schule öfters mit dem Phänomen des Drogenmissbrauchs in Verbindung gebracht wurde. Torres 2011 geschriebener Artikel lässt offen, wie die Schule damit umging, doch verweist sie abschließend auf die veränderten Rahmenbedingungen. Der Schule gegenüber seien Luxuswohntürme entstanden, und der Einzugsbereich der Schülerschaft habe sich verändert, das die Kinder der wohlhabenden nördlichen Stadtteile nun andere Schulen bevorzugten. Die Schüler selbst hätten sich ebenfalls verändert, sie seien nicht mehr wie früher von Ideologie durchdrungen. Trotzdem versuche die Schule weiterhin kreativ zu sein, originelle Fächer anzubieten, Freiheiten in der Fächerwahl zu gewährleisten, eine Politik der offenen Tür zu praktizieren und vor allem die Meinungsfreiheit hoch zu halten.
Auf der Webseite der Schule fehlt ein Porträt Haya Shohams, und auch seit wann die amtierende Direktorin, Limor Markenson, im Amt ist, bleibt unerwähnt. Aus der Webseite geht auch nicht hervor, in welchem Jahr das Neue Gymnasium, wie von Markenson erwähnt, zu einer der 20 herausragenden Schulen Israels gewählt wurde. Als aktuellste Meldung zur Schule kann die vom 19. April 2019 gelten, nach der die Basketballmannschaft des Neuen Gymnasiums die Weltmeisterschaft der Gymnasien gewonnen hat.

## Absolventen des Neuen Gymnasiums
Zu den Absolventen des Neuen Gymnasiums gehören viele bekannte israelische Politiker, Schriftsteller, Schauspieler, Medienleute, Wissenschaftler, Ärzte und andere Akademiker. Einat Torres’ Artikel enthält eine Liste mit fast 80 Namen, darunter:
- Shlomo Aronson (1936–2020), Historiker
- Uri Barbash (* 1946), Filmregisseur
- Daniel Barenboim (* 1942), Pianist, Dirigent
- Omer Bar-Lev (* 1953), Politiker
- Omer Bartov (* 1954), Historiker
- Dorit Beinisch (* 1942), Juristin
- Haim Ben-Shahar
- Assi Dajan (1945–2014), Regisseur, Schauspieler
- Jael Dajan (1939–2024), Schriftstellerin und Politikerin
- Yaron Ezrachi
- Itai Engel
- Ofer Eshed
- Miki Haimovich
- Aviva Halamish[17]
- Yoram Kaniuk (1930–2013), Schriftsteller, Maler
- Dani Karavan (1930–2021), Bildhauer
- Amos Kloner (1940–2019), Archäologe
- Joseph Loya (* 1942), Biologe
- Roni Milo (* 1949), Politiker
- Judy Shalom Nir-Mozes
- Omri Nitzan (1950–2021), Theaterregisseur
- Chaim Oron (* 1940), Politiker
- Ori Orr (* 1939), Politiker
- Batya Ouziel
- Uriel Procaccia[18]
- Leah Rabin (1928–2000), Politikerin
- Dalia Rabin-Pelossof (* 1950), Politikerin
- Yuval Rabin
- Shula Recanati[19]
- Yoni Rechter
- Uriel Reichman
- Ruvik Rosenthal[20]
- Ilana Rovina, Tochter von Hanna Rovina
- Uri Rubin (1944–2021), Islamwissenschaftler
- Gideon Sa’ar (* 1966), Politiker
- Doron Sheffer (* 1972), Basketballspieler
- Aliza Shenhar
- Joel Silberg
- Jehoschua Sobol (* 1939), Dramatiker, Schriftsteller
- Arik Vardi, Mitbegründer der Firma Mirabilis
- Tsvia Walden
- Ehud Yaari
- Ada Yonath (* 1939), Strukturbiologin